# Buitinga ifrit
Buitinga ifrit — вид павуків родини Pholcidae. Описаний у 2023 році.

## Поширення
Ендемік острова Реюньйон в Індійському океані. Виявлений у Печері черепахи (фр. Grotte de la Tortue) і місті Сен-Поль на заході острова. Деякі зразки були зібрані в Salle du Muséum, секції, що знаходиться приблизно в 150 м від входу в печеру. Їх знайшли серед каменів на землі.

## Назва
Вид названо на честь іфритів, демонів в ісламській міфології.

## Опис
Голотип самця має розміри 2,0 мм, а самиці — 1,8-2,0 мм.